# Schlacht von Varaville
Die Schlacht von Varaville war ein militärischer Zusammenstoß im mittelalterlichen Frankreich, in welcher der Normannenherzog Wilhelm der Bastard (später „der Eroberer“) einen Sieg gegen König Heinrich I. errang. Sie fand im August 1057 bei Varaville (heute im Département Calvados in der Region Basse-Normandie) statt.

## Hintergrund
Mit der Hilfe König Heinrichs I. hatte der junge Wilhelm einst im Kampf gegen seine Konkurrenten die Herrschaft in der Normandie errungen (Schlacht von Val-ès-Dunes, 1047). Der französische König erhoffte sich, mittels seines Proteges Wilhelm eine Stärkung der königlichen Autorität in dem mächtigen normannischen Fürstentum zu erreichen, doch Wilhelm vollzog 1052 eine politische Kehrtwende, indem er sich vom Einfluss des Königs emanzipierte, um fortan faktisch unabhängig in der Normandie herrschen zu können. In der siegreichen Schlacht von Mortemer 1054 konnte er die so gewonnene Souveränität erfolgreich behaupten und den König zurückschlagen.
Im Jahr 1057 versuchte König Heinrich I. im Bund mit dem Grafen Gottfried II. Martel von Anjou, der ein Erzgegner der Normannen war, noch einmal, auf militärischem Weg seine Autorität in der Normandie wiederherzustellen. Das Bündnis wurde wahrscheinlich im Januar 1057 bei einem Treffen der beiden in Tours besiegelt und bei einem weiteren Treffen im März desselben Jahres in Angers bekräftigt.

## Die Schlacht
Im August 1057 drang der König mit seinem Heer in die Normandie ein und marschierte durch das Hiémois ziehend in den Norden, um Bayeux zu erobern. Bei der Ortschaft Varaville erreichten sie den Flusslauf der Dives, den sie überqueren mussten, um nach Bayeux weitermarschieren zu können. Herzog Wilhelm befand sich in dieser Zeit mit seinen Truppen in Falaise, war aber durch sein Kundschaftersystem stets über die Bewegungen des Feindes informiert, den er so problemlos verfolgen konnte. Bei Varaville schloss er schließlich zum Gegner auf, der dort gerade seine Vorhut über den Fluss gesetzt hatte und nun dabei war, die Nachhut folgen zu lassen. Wilhelm nahm die Gelegenheit sofort wahr und ging zum Angriff über.
Dem nun folgenden Kampf wird in der allgemeinen Fachliteratur die Charakterisierung als „Schlacht“ abgesprochen, da es sich laut den Überlieferungen eher um ein regelrechtes Massaker gehandelt haben soll. Wilhelm griff die gänzlich überraschte und nicht zum Kampf eingestellte Nachhut des Feindes an, die sich gerade noch auf die Überquerung der Dives konzentriert hatte, sich nun aber unvorbereitet seinen Attacken ausgesetzt sah. Die Normannen schlugen die Nachhut des Königs nieder, der bereits auf der gegenüberliegenden Flussseite stehend nichts dagegen unternehmen konnte. Seine Niederlage war damit besiegelt, worauf er entlang dem Ostufer der Dives die Flucht aus der Normandie heraus in seine königliche Domäne aufnahm.

## Folgen
In der Schlacht von Varaville scheiterte der letzte Versuch König Heinrichs I., seine bereits bei Mortemer 1054 verlorengegangene Autorität gegenüber dem Herzog der Normandie wieder zur Geltung zu bringen. Dieses Fürstentum entglitt folglich auf mehrere Generationen hinaus dem Einflussbereich des Königs. Heinrich I. unternahm keine weiteren Versuche mehr, diesen Zustand zu ändern, und starb 1060, worauf ihm der unmündige Philipp I. nachfolgte. Von der königlichen Seite aus konnte deshalb auf mehrere Jahre hinaus keine Bedrohung mehr für Wilhelms uneingeschränkte Macht in der Normandie erwachsen. Stattdessen konnte er seine Macht festigen und ungestört 1066 die Invasion Englands begehen, durch die er zum „Eroberer“ wurde.
Der Schlacht von Varaville wurde und wird in der Geschichtsforschung aufgrund ihres kurzen und eindeutigen Verlaufs keine große Bedeutung zuerkannt, da die entscheidende Wende für Wilhelms politische Zukunft bereits bei Mortemer gekommen war und Varaville diese nicht mehr umkehren konnte. Entsprechend ihrer Bedeutung wurde Varaville nur von zwei zeitgenössischen Autoren, Wilhelm von Jumièges und Wilhelm von Poitiers, überliefert. Später erwähnte sie nur Wilhelm von Malmesbury in seiner Chronik und Wace in seinem Gedichtswerk Roman de Rou. Bei anderen bedeutenden Autoren jener Zeit, wie zum Beispiel Ordericus Vitalis, fand sie keinerlei Erwähnung.